# Синиця одноколірна
Синиця одноколірна (Melaniparus funereus) — вид горобцеподібних птахів родини синицевих (Paridae). Мешкає в Західній і Центральній Африці.

## Підвиди
Виділяють два підвиди:
- M. f. funereus Verreaux, J & Verreaux, É, 1855 — поширений від Гвінеї до Кенії;
- M. f. gabela (Traylor, 1961) — західна Ангола.

## Поширення і екологія
Одноколірні синиці живуть в рівнинних і гірських вологих тропічних лісах на висоті від 550 до 2500 м над рівнем моря.